# Prosimulium albense
Prosimulium albense är en tvåvingeart som beskrevs av Rivosecchi 1961. Prosimulium albense ingår i släktet Prosimulium och familjen knott.
Artens utbredningsområde är Italien. Inga underarter finns listade i Catalogue of Life.